# Krzysztof Mazowski
Krzysztof Mazowski (ur. 5 grudnia 1951 w Warszawie) – polski historyk, pisarz, dziennikarz.

## Życiorys
Absolwent Wydziału Historycznego Uniwersytetu Warszawskiego (1977). W latach 1978–1982 pracował w „Słowie Powszechnym”. Od roku 1982 na emigracji w Szwecji. W latach 1987–2009 wydawał w Sztokholmie pismo „Relacje”. Od roku 2015  mieszka w Hiszpanii.  

## Twórczość
Autor książek historycznych: 
- Fuengirola 1810, Bellona 2008 (seria Historyczne bitwy)
- Bernadotte – żołnierz fortuny, Nowy Świat 2013[3]
- Hiszpańska wojna Napoleona, Bellona 2015
- Kadyks 1810–1812, Bellona 2018 (seria Historyczne Bitwy)
- Torres Vedras 1810, Bellona 2019 (seria Historyczne Bitwy)
- Saragossa 1808–1809, Bellona 2021 (seria Historyczne Bitwy)
- Oravais 1808, Bellona 2023 (seria Historyczne Bitwy)
- Najlepszy adres w Warszawie, czyli historia udomowiona, LTW 2025
- Vitoria 1813, Bellona 2025 (seria Historyczne Bitwy)